# Eleição municipal de Itaquaquecetuba em 2016
A eleição municipal de Itaquaquecetuba de 2016 elegeu 1 prefeito, vice-prefeito e 19 vereadores no município de Itaquaquecetuba, no estado de São Paulo, Brasil. O cargo de prefeito do município foi decidido no 1º turno, reelegendo Mamoru Nakashima (PSDB) e o vice-prefeito Mario Charutinho, com 103.098 votos (63,09%). A reeleição já havia sido confirmada com 90,10% das urnas apuradas. O candidato concorreu pela coligação “Pra Frente Itaquá” (PTN/PPS/PHS/PSDB/PTB/SD).
A disputa para os 19 cargos de vereadores da cidade contou com a participação de 537 candidatos, cujo mais votado foi o vereador Arnô Cabeleireiro (PSDB), com 2.940 votos (1,80%).

## Antecedentes

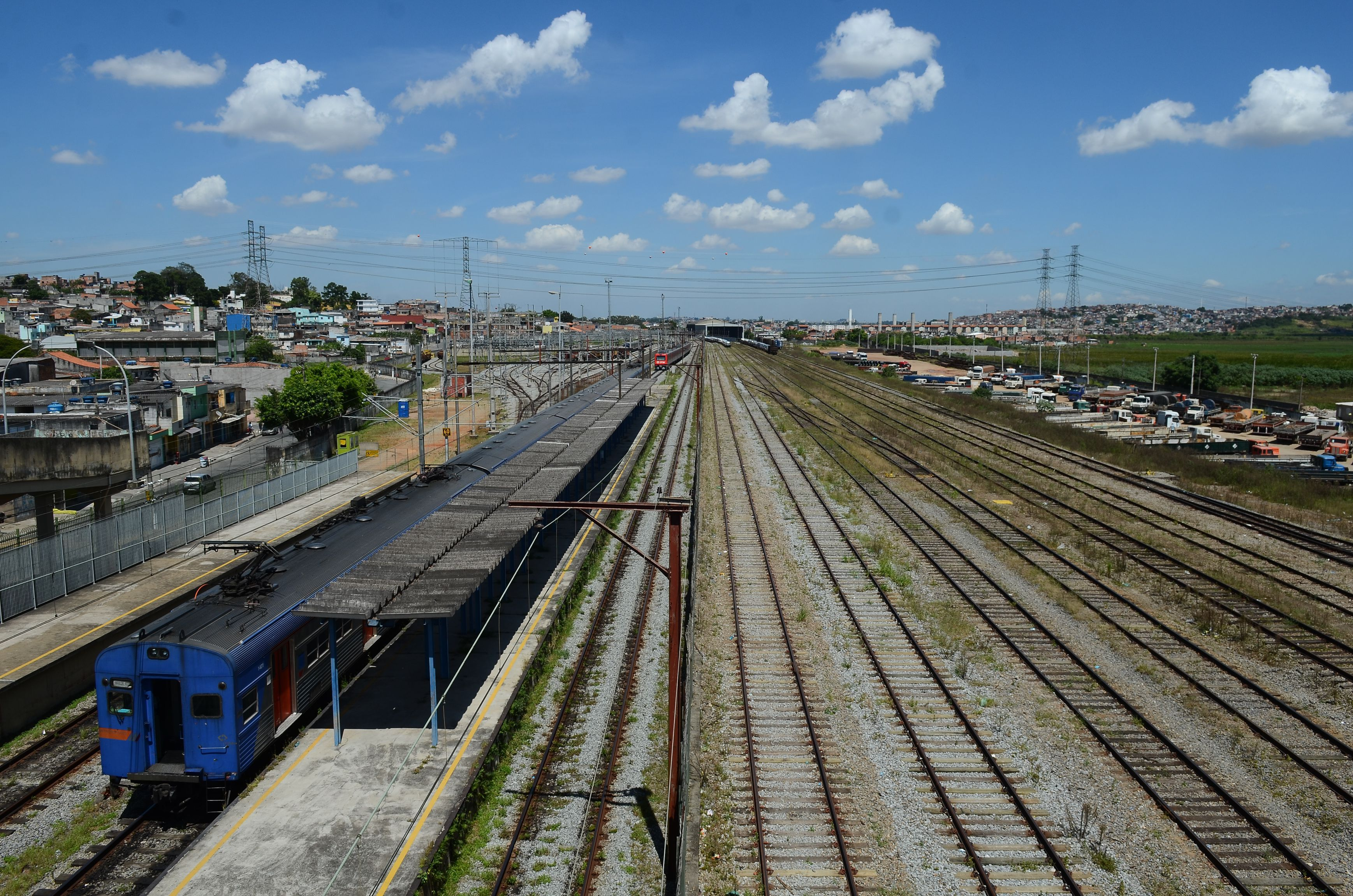
Estação de trem Engenheiro Manoel Feio em Itaquaquecetuba.

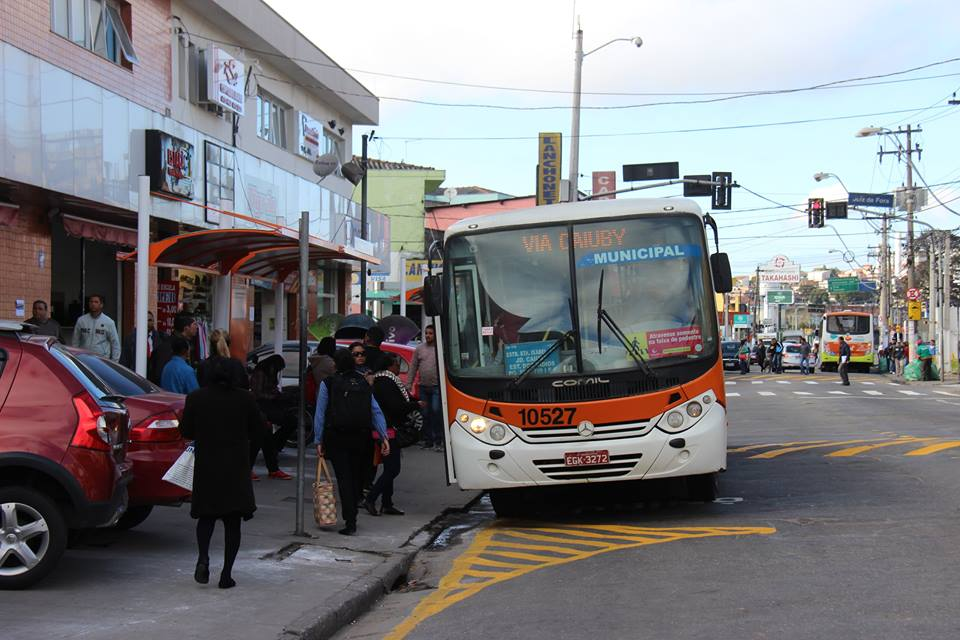
Ônibus municipal da CS Brasil em Itaquaquecetuba.

Na eleição municipal de 2008, Armando Tavares Filho, do PR, derrotou o candidato do PSDB Valdir Rocha Coelho e a candidata do PV Adriana Alvares no segundo turno. Além disso, competiu com Cristiano Santana de Farias, Francisco Rosas e Vera da Penha. O candidato do PR foi eleito com 58,51% dos votos válidos, em 2008. Antes de vencer a eleição para prefeito, Armando Tavares Filho foi vereador de Itaquaquecetuba de 1989 a 2000, e prefeito de Itaquaquecetuba de 2005 a 2012.
Já nas eleições para a prefeito de Itaquá de 2012, o prefeito eleito foi Mamoru Nakashima, do PTN, com 53,27% dos votos válidos, sendo vitorioso logo no primeiro turno em disputa com cinco adversários, Rogério Tarento (PR), Dra. Adriana da Costa (PP), Zé Reis (PDT), Luiz Garcia (PSOL) e Senna (PT). A vice-prefeita eleita, na chapa de Mamoru, foi Ondina do Hospital (PTN). O pleito em Itaquaquecetuba foi parte das eleições municipais nas unidades federativas do Brasil. Itaquaquecetuba foi um dos 11 municípios vencidos pelo PTN; no Brasil, há 5.570 cidades. A disputa para as 19 vagas na Câmara Municipal de Itaquaquecetuba envolveu a participação de 376 candidatos. O candidato mais bem votado foi o veterano Dr. Roque, que obteve 5.037 votos (3,27% dos votos válidos).

## Dr. Mamoru Nakashima
Nascido dia 05/07/1959 em Presidente Epitácio, foi registrado em Presidente Venceslau. Descendente direto de japoneses, no qual sua família veio ao Brasil depois da Segunda Guerra Mundial devido à de privações e dificuldades. Mamoru Nakashima é casado com Joerly Nakashima e pai de dois filhos, Iara e Iberê. Morador de Itaquaquecetuba há mais de 30 anos, já atuou como médico ginecologista até ingressar na carreira política no ano de 2012, onde concorreu as eleições para prefeito em Itaquaquecetuba, pelo PTN, com o candidato da situação Rogério Tarento (PR), que representava a continuação do governo de Armando Tavares Filho (PR) (2005-2012), além de outros adversários, como Adriana da Costa (PP), José Reis de Oliveira (PDT), Luiz Garcia (PSOL) e Carlos Senna (PT).  Dr. Mamoru foi eleito prefeito e atingiu 81.759 votos (53,27%).

### A expulsão do PTN
Em 3 de junho de 2015, o prefeito atual da cidade foi expulso do PTN, por mau comportamento, segundo o partido, pelo fato de que ele teria irregularidades com contratos administrativos, principalmente envolvendo a empresa de transporte escolar licitada pela prefeitura, além do Conselho de Ética interno da agremiação relatar um caso de infidelidade partidária da legenda para o PSDB. Por outro lado, o prefeito defendeu-se das acusações do partido, pois já tinha anunciado que partidos grandes estavam prontos para chamá-lo, cuja legenda foi o partido referente, pelo fato de que este já ensaiara uma maior aproximação política a Geraldo Alckmin, quando candidato à reeleição ao cargo de governador em 2014, que gerou frutos em relação aos resultados do governador, que voltara a ganhar a eleição na cidade depois de perdê-la duas vezes consecutivas para o PT.

### Filiação com o PSDB
Desta vez no PSDB, Mamoru obteve apoio oficial do governador reeleito Geraldo Alckmin e do senador eleito e ministro das Relações Exteriores José Serra, além de deputados como Coronel Telhada, estes do PSDB e do PPS, por meio dos deputados estadual e federal, respectivamente, Davi Zaia e Alex Manente. Ambos os partidos foram os principais ligados à coligação "Pra Frente Itaquá", além de outros como o PTN, apesar do episódio de intrigas políticas nos anos anteriores.

## Eleitorado
Em 2016, a população total de Itaquaquecetuba era de 356.774 habitantes, sendo deles 223.259 eleitores. Nas eleições de 2016, apenas 184.266 cidadãos compareceram às urnas para a votação. O índice de Desenvolvimento Humano (IDH) da cidade é de 0,714 (medida resumida do progresso em renda, saúde e educação) e PIB de R$5 milhões.

## Candidatos

### Candidatos à prefeitura
Nas eleições para prefeito de Itaquaquecetuba, 13 candidatos concorreram ao cargo, sendo eles;
| Candidato(a)                 | Número                 | Vice                   | Partido                | Coligação                                                      | Votos            |
| ---------------------------- | ---------------------- | ---------------------- | ---------------------- | -------------------------------------------------------------- | ---------------- |
| Dr. Mamoru                   | 45                     | Mario Charutinho       | PSDB                   | "Pra Frente Itaquá" PTN / PPS / PHS / PSDB / PTB / SD          | 103,098 (63,09%) |
| Delegado Eduardo Boigues     | 70                     | Rogério Tarento        | PT do B                | "Em defesa de Itaquaquecetuba" PT do B / PTC / REDE            | 19,569 (11,97%)  |
| Ti Filho Armando da Farmácia | 22                     | Padre Alexandre        | PR                     | PR                                                             | 8,934 (5,47%)    |
| Dra. Adriana da Costa        | 40                     | Aparecido Magrão       | PSB                    | "Hora da Mudança" PSB / PT                                     | 7,570 (4,63%)    |
| Silvani                      | 11                     | Luciano Dávila         | PP                     | "O futuro a gente constrói agora!" PP / PDT / PROS / PEN       | 7,519 (4,60%)    |
| Dr. Roque                    | 55                     | Luiz da Cromatec       | PSD                    | "Por uma Itaquá melhor para todos" DEM / PSDC / PSD            | 7,286 (4,46%)    |
| Dr. Ronaldo                  | 10                     | Jonas Afonso           | PRB                    | "Por uma cidade mais justa e humana" PRB / PSC / PC do B / PSL | 4,591 (2,81%)    |
| Wilson Garcia                | 43                     | Dr. Oscar Alencar      | PV                     | "Pra ver mudar" PV / PRTB                                      | 1,539 (0,94%)    |
| Dr Adervaldo do Cursinho     | 50                     | Joedson Silva          | PSOL                   | PSOL                                                           | 1,050 (0,64%)    |
| Dr. Gilson                   | 54                     | Amelia Domeni          | PPL                    | PPL                                                            | 911 (0,56%)      |
| Ney Variedades               | 44                     | Renan Santos           | PRP                    | PRP                                                            | 687 (0,42%)      |
| Doutora Rosangela Coelho     | 35                     | Dr. Wladimir           | PMB                    | PMB                                                            | 569 (0,35%)      |
| Cloves Lisboa                | 33                     | Olimpio Cerilo         | PMN                    | PMN                                                            | 97 (0,06)        |
| Total de votos válidos       | Total de votos válidos | Total de votos válidos | Total de votos válidos | Total de votos válidos                                         | 184.266          |
| Votos nulos                  | Votos nulos            | Votos nulos            | Votos nulos            | Votos nulos                                                    | 11,976           |
| Votos brancos                | Votos brancos          | Votos brancos          | Votos brancos          | Votos brancos                                                  | 8,870            |

### Candidatos a vereadores
Dos 537 candidatos ao cargo de vereador, 19 foram eleitos, sendo eles;
| Ranking (por votos) | Candidato(a)              | Número | Partido | Votos         |
| ------------------- | ------------------------- | ------ | ------- | ------------- |
| 1º                  | Arnô Cabeleireiro         | 45640  | PSDB    | 2,940 (1,80%) |
| 2º                  | Carlinhos da Minercal     | 45999  | PSDB    | 2,695 (1,65%) |
| 3º                  | Adriana do Hospital       | 45022  | PSDB    | 2,649 (1,62%) |
| 4º                  | Rolgaciano                | 19533  | PTN     | 2,406 (1,47%) |
| 5º                  | Celso Reis                | 45611  | PSDB    | 2,379 (1,46%) |
| 6º                  | Armando Neto              | 22222  | PR      | 2,225 (1,36%) |
| 7º                  | Santiago                  | 55055  | PSD     | 2,046 (1,25%  |
| 8º                  | Roberto Letrista          | 45045  | PSDB    | 2,021 (1,24%) |
| 9º                  | Cidinha Assistente Social | 22622  | PR      | 1,999 (1,22%) |
| 10º                 | Xandão                    | 77123  | SD      | 1,894 (1,16)  |
| 11º                 | Cida da Fisioterapia      | 14123  | PTB     | 1,798 (1,10%) |
| 12º                 | Luizão                    | 14614  | PTB     | 1,769 (1,08%) |
| 13º                 | Pelé da Sucata            | 45623  | PSDB    | 1,737 (1,06)  |
| 14º                 | David Neto                | 23123  | PPS     | 1,697 (1,04%) |
| 15º                 | Dr. Edson da Paiol        | 19123  | PTN     | 1,689 (1,03%) |
| 16º                 | Cesinha da Associação     | 70000  | PT do B | 1,474 (090%)  |
| 17º                 | Vandão Estouro            | 55700  | PSD     | 1,455 (0,89%) |
| 18º                 | Valdir da Farmácia        | 55655  | PSD     | 1,304 (0,80)  |
| 19º                 | Elinho                    | 70200  | PT do B | 1,169 (0,72)  |